# 웨이프

웨이프(Weippe)는 미국 아이다호주 클리어워터군의 도시이다. 이 지역의 인구 수는 2010년 인구조사 기준으로 441명으로, 이는 2000년 411명에서 증가한 수치이다. 1805년 9월, 굶주리던 루이스 클라크 탐험대가 처음으로 이 도시의 남부 웨이프프레리(Weippe Prairie)에서 네즈퍼스족을 조우했다.

## 지리
웨이프의 위치는 북위 46° 22′ 42″ 서경 115° 56′ 23″ / 북위 46.37833°  서경 115.93972°  (46.378219, -115.939825)로서 해발 고도는 3,015 피트 (919 m)이다.
미국 인구조사국에 따르면 이 도시의 총 면적은 0.42 제곱마일 (1.09 km2)이다.

## 인구
| 인구조사              | 인구 | Note  | %±     |
| --------------------- | ---- | ----- | ------ |
| 1970년                | 713  |       | —      |
| 1980년                | 828  |       | 16.1%  |
| 1990년                | 532  |       | −35.7% |
| 2000년                | 416  |       | −21.8% |
| 2010년                | 441  |       | 6.0%   |
| 2019 (추산)           | 444  | [ 4 ] | 0.7%   |
| U.S. Decennial Census |      |       |        |